# Зильберман, Иоганн Готфрид
Иоганн Готфрид Зильберман (нем. Johann Gottfried Silbermann; 14 января 1683 — 4 августа 1753) — немецкий мастер по изготовлению клавишных инструментов: органов, клавесинов, клавикордов и роялей. Наиболее известный представитель династии мастеров Зильберман.
Зильберман родился в г. Кляйнбобриче и обучался мастерству изготовления органов у своего брата Андреаса Зильбермана
в Страсбурге. В 1711 г. он открыл свою первую мастерскую во Фрайберге и в 1723 г. удостоился от Фредерика I титула Königlich Polnischen und Churfürstlich Sächsischen Hof- und Landorgelmachers («Почетный придворный и государственный органный мастер для Короля Польши и Курфюрста Саксонии'»). Зильберман по праву считается известнейшим органных дел мастером эпохи барокко в Центральной Германии. Из 50 созданных им органов 31 находились в Саксонии. Органы, созданные Готфридом Зильберманом, его братом Андреасом Зильберманом и племянником Иоганом Андреасом Зильберманом, всемирно известны под маркой «Органы Зильберман».
Зильберман был также значимой фигурой в истории рояля. Он сконструировал первый немецкий рояль, передав последующим мастерам основные идея Бартоломео Кристофори (изобретателя рояля). Свидетельства из «Универсал-Лексикон» от Иоганна Гайнриха Зедлера подтверждают, что первый рояль Зильберман создал в 1732 г. В 1740-е гг. король Пруссии Фридрих Великий познакомился с роялями Зильбермана и приобрел себе несколько инструментов. Он нанял к своему двору Карла Филиппа Эмануэля Баха, который играл на роялях Зильбермана и писал музыку специально для этого инструмента. Иоганн Себастьян Бах также одобрил инструменты Зильбермана («völlige Gutheißung») во время своего визита в Потсдам.
В 1740 году Зильберман изобрёл clavecin d’amour. Главные из музыкальных органов, им построенных, — в придворной церкви в Дрездене и во Фрейберге (45 регистров). Два рояля мастера по сей день хранятся во дворцах Фридриха в Потсдаме. Один оригинал также представлен в Немецком национальном музее. В 2020 г. современным мастером Полом Макналти была создана реплика рояля Готфрида Зильбермана 1749 г. для Малькольма Билсона.
Иоганн Готфрид Зильберман умер 4 августа 1753 года в Дрездене.